# Jaunpils
Jaunpils è un comune della Lettonia appartenente alla regione storica della Semgallia di 2.814 abitanti (dati 2009)

## Località
Il comune è stato istituito nel 2009 ed è formato dalle seguenti località:
- Jaunpils
- Viesati